# Forte Interrotto
Il forte Interrotto è una caserma militare costruita nel XIX secolo e parzialmente fortificata in fortezza allo scoppio della prima guerra mondiale a difesa del confine italiano contro l'Impero austro-ungarico. Il nome di forte è quindi impropriamente usato e fuorviante, mentre il termine Interrotto non deriva dall'essere un'opera incompiuta ma dal nome del monte sopra al quale venne costruito, appunto il Monte Interrotto (italianizzazione del termine cimbro Hinterrucks che significa "monte posto a nord"). La fortificazione è sita a 1.392 metri di altitudine e si trova nel territorio comunale di Asiago.

## Storia

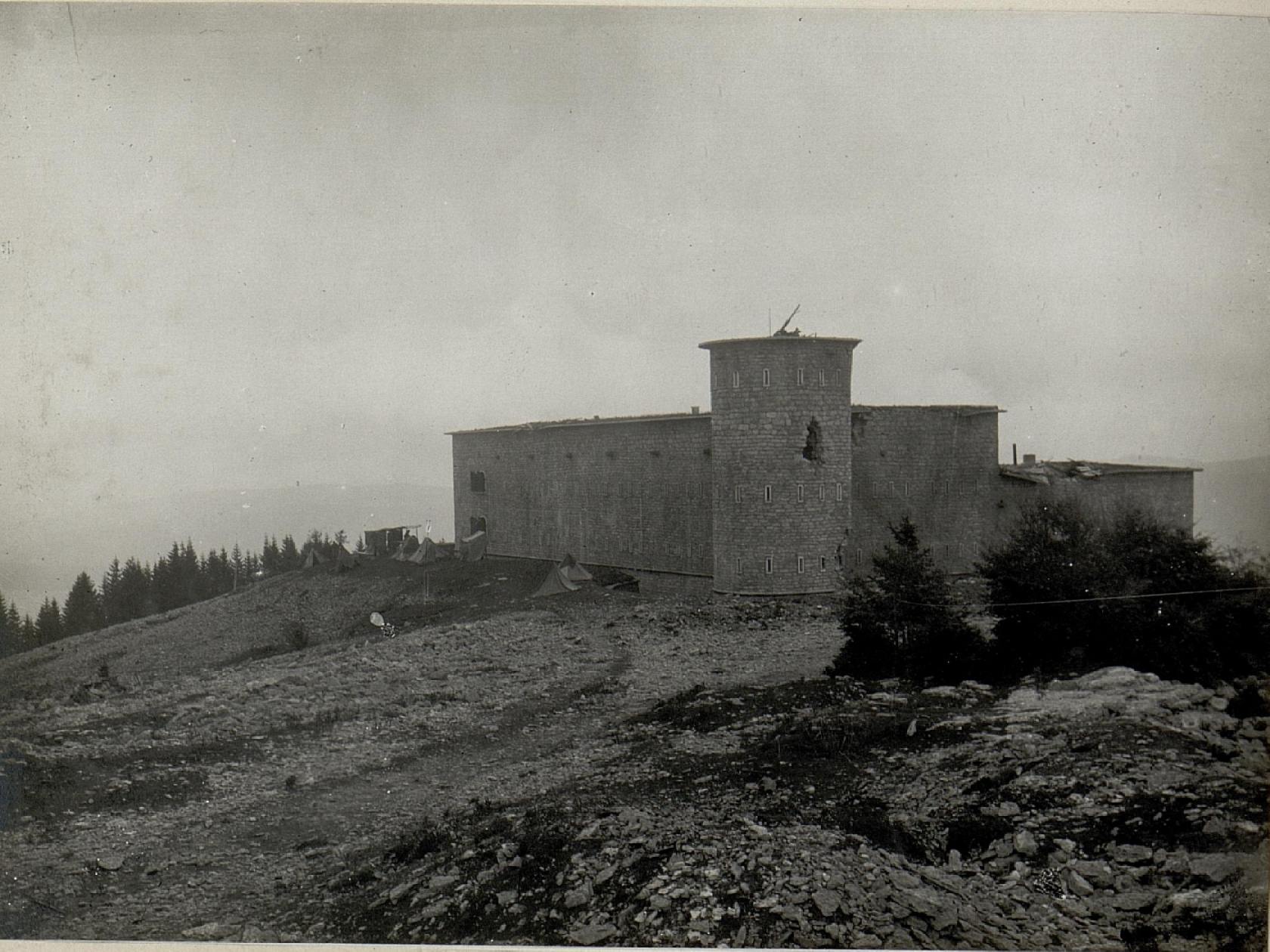
Il forte/caserma Interrotto in una foto d'epoca

La struttura, concepita inizialmente come caserma per ospitare il Battaglione alpini "Bassano", venne costruita nella seconda metà dell'Ottocento interamente in pietra. Antecedente quindi al primo conflitto mondiale (la costruzione fu completata nel 1887), venne direttamente coinvolta nelle vicende belliche e poi pesantemente danneggiata. Venne occupata dall'esercito austro-ungarico il 22 maggio 1916 durante l'avanzata verso Asiago. Fu quindi 
adattata ad osservatorio sull'altopiano (con l'apposizione di alcuni fari) e dotata di qualche pezzo di piccolo calibro.
Il suo compito durante il primo conflitto mondiale, coadiuvata dalla Tagliata Val d'Assa e dalle batterie del Monte Rasta, era quello di costituire uno sbarramento dell'alta Val d'Assa in caso di avanzata austriaca.
L'edificio è stato ulteriormente danneggiato durante le varie esercitazioni militari che si sono svolte per decenni, già a partire dal primo dopoguerra, sull'altopiano di Asiago. Fu infatti centrato da vari missili in batteria negli anni sessanta del secolo scorso, mentre oggi è stato sottoposto ad un piano di ristrutturazione grazie al progetto dell'Ecomuseo della Grande Guerra nelle Prealpi Vicentine.

## Caratteristiche

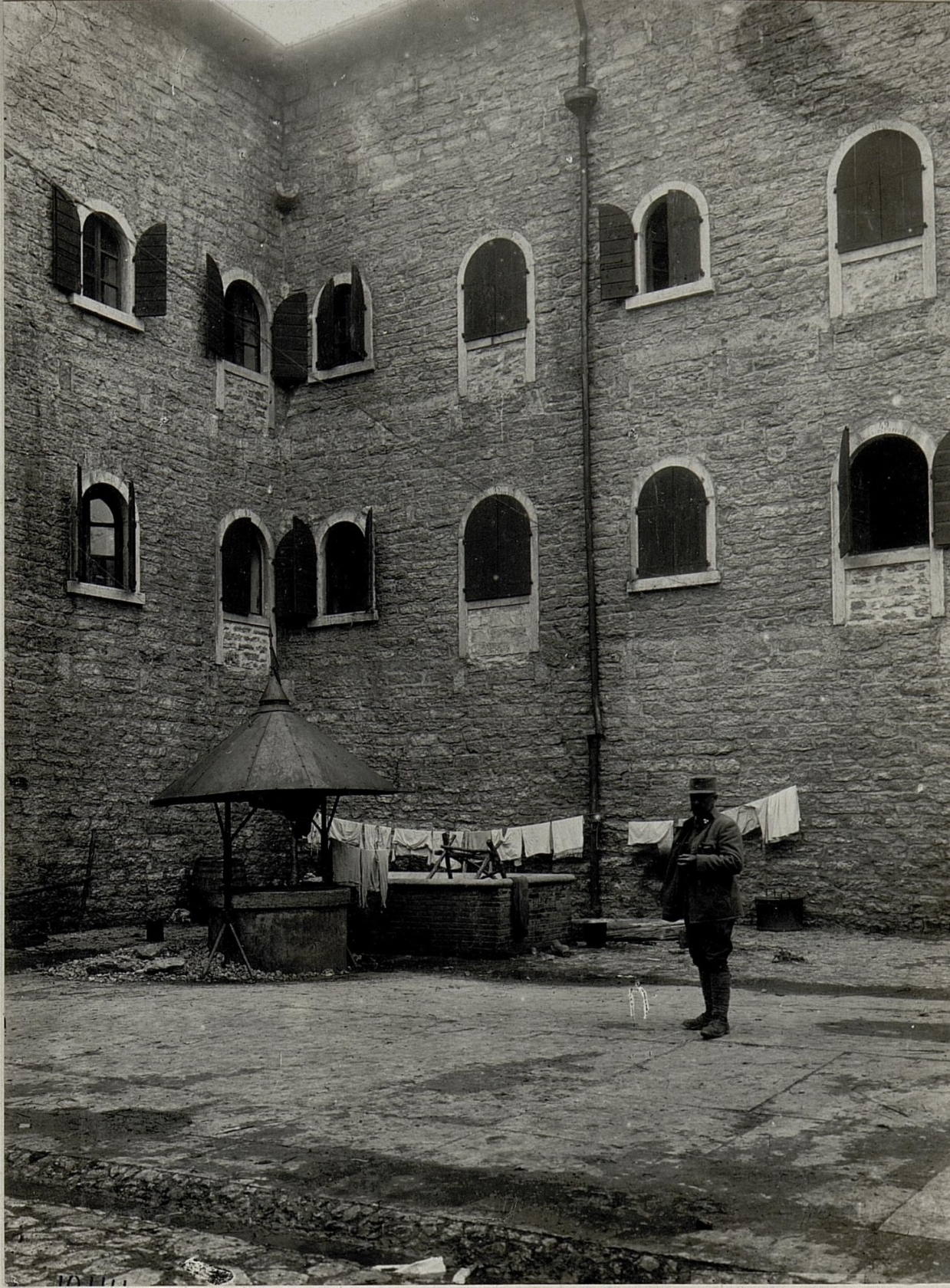
Cortile della caserma in una foto del 5 giugno 1916.

L'edificio con le sue possenti mura di pietra e laterizio assomiglia più ad un castello medievale che ad una fortificazione del XIX secolo. Era costituito da una struttura a pianta rettangolare ampia all'incirca 1.170 m2, alta 14metri e con la piazza d'armi posta al centro; su due opposti angoli del perimetro c'erano due torri dal diametro di 10 m. La fortezza era circondata da un fossato ampio 5 metri.

### Armamento
Fonti incerte: 2 cannoni da 120 mm in casamatta (secondo fonti austriache) o 2 cannoni da 75B con affusto rigido (secondo altre fonti).

## Vie d'accesso
Si può rapidamente raggiungere risalendo la strada che all'altezza dell'abitato di Camporovere (sulla strada statale 349 che da Asiago porta a Trento) sale dapprima al Monte Rasta (dove termina il tratto asfalto) e quindi, con una serie di ampi tornanti, arriva direttamente alla Caserma difensiva dell'Interrotto.